# Erzbistum Anchorage-Juneau
Das Erzbistum Anchorage-Juneau (lat.: Archidioecesis Ancoragiensis-Junellensis) ist eine Diözese der römisch-katholischen Kirche mit Sitz in Anchorage, Alaska.

## Geschichte
Am 27. Juli 1894 errichtete Papst Leo XIII. die apostolische Präfektur von Alaska aus Gebieten des Bistums Vancouver Island und des Bistums New Westminster. Am 22. Dezember 1916 erhob Papst Benedikt XV. es zum Apostolischen Vikariat. Papst Pius XII. errichtete am 23. Juni 1951 aus einem Teil des Apostolischen Vikariat von Alaska das Bistum Juneau. Papst Paul VI. löste am 22. Januar 1966 Gebietsanteile aus dem Bistum Juneau zur Gründung des Erzbistums Anchorage heraus, dem er die Bistümer Juneau und Fairbanks als Suffragandiözesen unterstellte.
Am 19. Mai 2020 vereinigte Papst Franziskus das Bistum Juneau mit dem Erzbistum Anchorage zum Erzbistum Anchorage-Juneau und hob das Bistum Juneau als eigenständige Diözese auf. Der letzte Bischof von Juneau, Andrew Bellisario CM, wurde zum Erzbischof der vereinigten Erzdiözese ernannt.

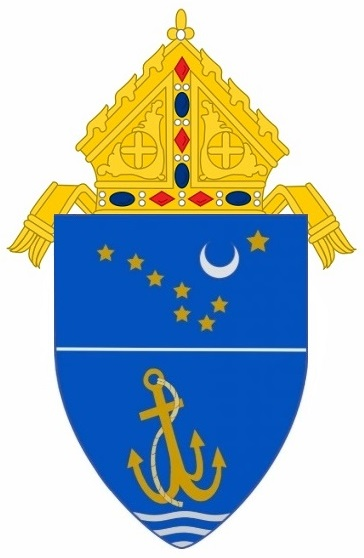
Wappen des Erzbistums Anchorage-Juneau
Wappen des ehemaligen Bistums Juneau
Wappen des ehemaligen Erzbistums Anchorage

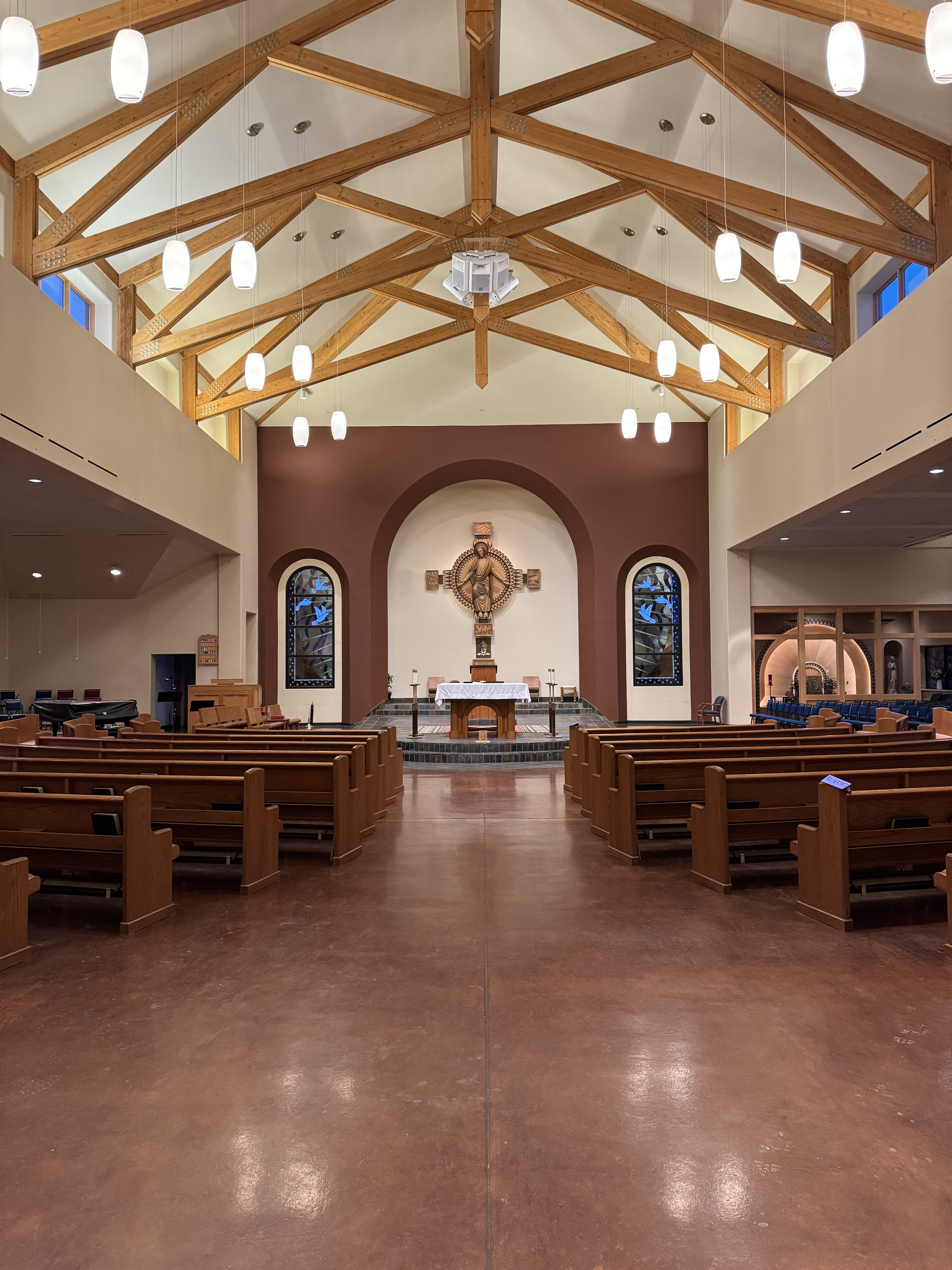
Kathedrale Our Lady of Guadalupe in Anchorage
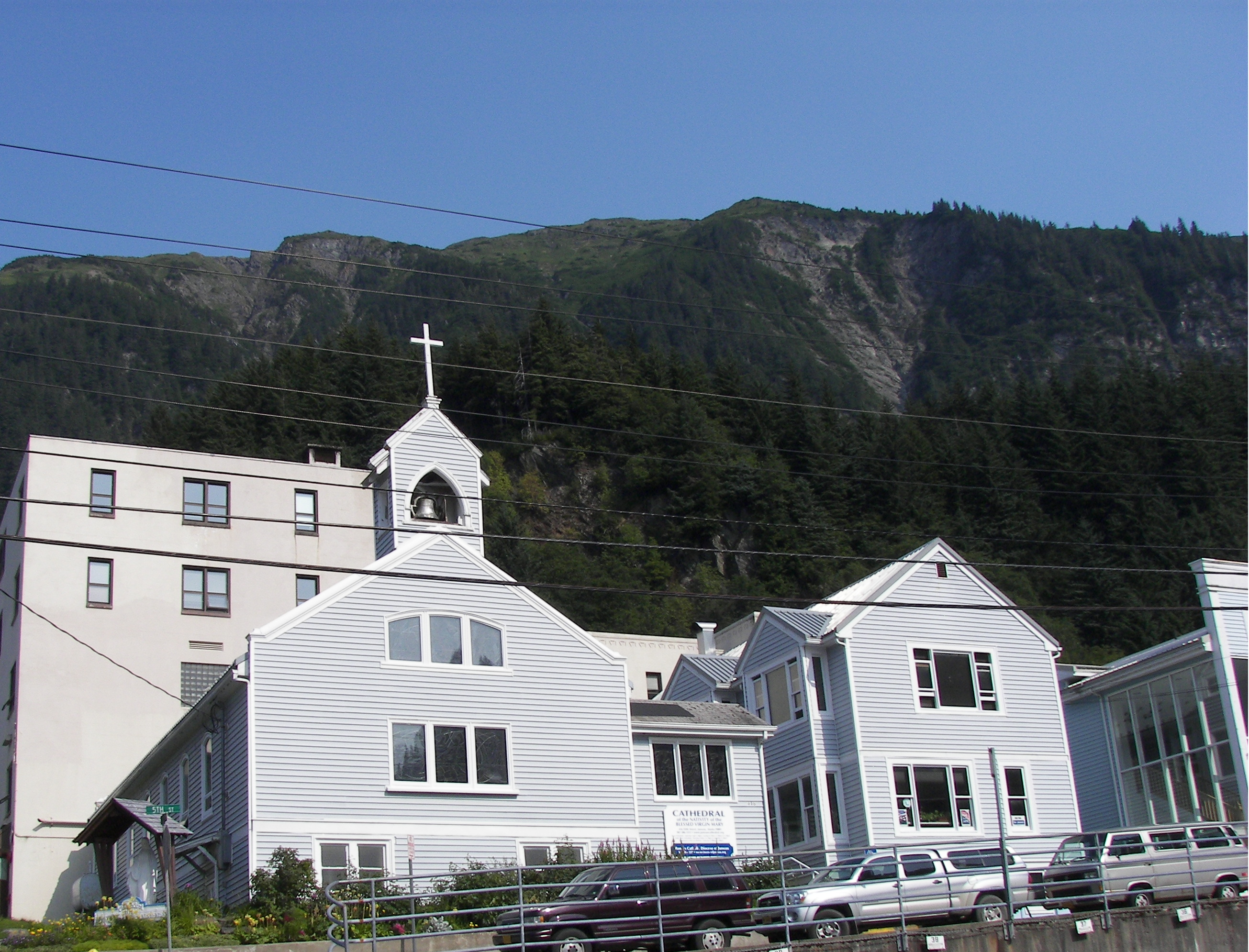
Konkathedrale Juneau
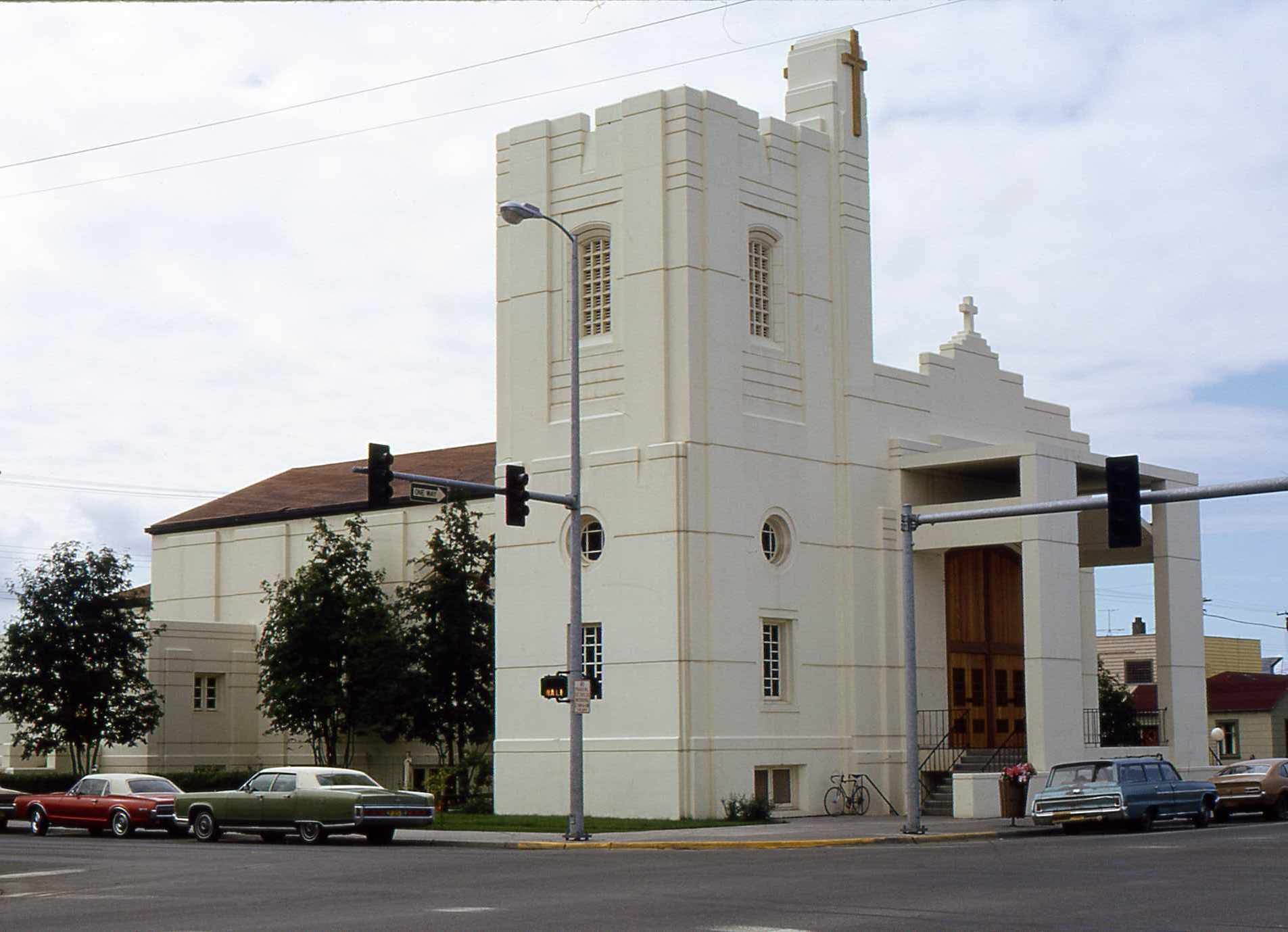
Alte Kathedrale Holy Family in Anchorage

## Erzbischöfe
- John Joseph Thomas Ryan (1966–1975, dann Koadjuktormilitärerzbischof)
- Francis Thomas Hurley (1976–2001)
- Roger Lawrence Schwietz OMI (2001–2016)
- Paul Dennis Etienne (2016–2019, dann Koadjutorerzbischof von Seattle)
- Andrew Bellisario CM (seit 2020)